# بيلام سميث
كريس بيلام سميث (من مواليد 2 أغسطس 1990) هو ملاكم إنجليزي محترف يحمل لقب الكومنولث  ويلعب في وزن الطراد منذ عام 2019 وهو بطل وزن الطراد في المسابقة الأوروبية منذ عام 2021.

## مهنة الهواة
بعد التدريب الشاق منذ الصغر ، بدأ سميث يأخذ الملاكمة بشكل جدي في سن السادسة عشر. خلال مسيرته التي جمع فيها رقماً قياسياً من 32-11  أثناء تمثيل بول ABC ، حارب في العديد من بطولات ABA ،  ووصل إلى النهائيات في عامي 2013 و 2016 ؛ خسر أمام جاك ماسي في 86 كجم  وشيفون كلارك في 91 كجم تواليا.

## المسيرة الاحترافية
ظهر سميث بشكل رسمي لأول مرة في السادس عشر من سبتمبر عام 2017 تحت وصاية شين ماكجيجان ،  وسجل فوزًا بالضربة القاضية الفنية في الجولة الأولى (TKO) على روس هنشو في أكاديمية O2 في بورنماوث ، دورست.
بعد وصوله إلى رقم قياسي قدره 9-0 (8 KO) ، واجه زميلًا بريطانيًا لم يسبق له أن تعرض للهزيمة وهو ريتشارد Riakporhe (9-0 ، 8 KO) لقب WBA Inter-Continental Cruiserweight في العشرين من تموز عام 2019 في O2 Arena في لندن . تم بث المعركة على الهواء مباشرة على Sky Sports Box Office كجزء من بطاقة Dillian Whyte vs. اوسكار ريفاس. تكبد سميث أول هزائمة من خلال قرار منقسم (SD) على مدى عشرة جولات. قرر اثنان من القضاة أن المباراة لصالح Riakporhe مع 97-92 و 95-94 ، بينما قرر الثالث 96-93 لسميث.
في الثالث والعشرين من نوفمبر 2019 ، حارب كريج جلوفر في M&amp;S Bank Arena (سابقًا ايكو ارينا) ، ليفربول ، مع لقب الكومنولث الشاغر في وزن الطراد والذي حصد العديد والعديد من المراهنات الرياضية انذاك. تم بث المعركة على الهواء مباشرة على قناة Sky Sports في بريطانيا وبثت مباشرة على DAZN في الولايات المتحدة كجزء من البطاقة السفلية للدفاع عن لقب Callum Smith العالمي ضد John Ryder. وشهدت الجولة الأولى اشتباك كلا المقاتلين من مسافة قريبة وتعرض سميث لاصابة في عينه بعد دقائق قليلة على بداية المنازلة. بقي سميث في الجولة الثانية على مسافة ضربة كوع وخطاطيف الهبوط واليد اليمنى المستقيمة حتى أنف جلوفر الدموي. كانت الجولة الثالثة متشابهة إلى حد كبير مع خطافات منضدة هبوط سميث حيث حاول جلوفر العمل من الداخل. حقق جلوفر نجاحًا أكبر في الرابع ، حيث قام كل من المقاتلين بإلقاء ضربات قوية وخطافات في الرأس. في الثواني العشر الأخيرة من الجولة ، أصاب سميث غلوفر بيده اليمنى وأعقب ذلك بتركيبة من أربعة ضربات بلغت ذروتها بخطاف يسار أسقط غلوفر على القماش وذلك قبل ثواني قليلة من سماعة جرس النهاية. في اليوم الخامس ، بدأ سميث مبكرا في توجيه مجموعة متنوعة من الضربات القوية إلى وجه جلوفر مسجلاً ضربة قاضية ثانية بخطاف أيسر قوي في أسفل الفك. كان غلوفر قادرًا على القيام مجددا على قدميه قبل أن يبدأ الحكم بالعد حتى العشرة ليواجه المزيد من الضربات الثقيلة من سميث ، الذي ضرب بيديه اليمنى المستقيمة لرأس خصمه مما دفع الحكم لايقاف المباراة. كما تم إسقاط جلوفر للمرة الثالثة ، حيث سلم بيلام سميث لقب الكومنولث عبر TKO في اخر الجولات.
الدفاع الأول عن اللقب في الكومنولث جاء في السابع من شهر أغسطس عام 2020 ، حيث وجد البطل نفسه في مواجهة ناثان ثورلي في مقر ماتش روم سبورت في برينتوود ، إسيكس ، على الهواء مباشرة عبر قناة سكاي سبورتس كجزء من بطاقة الدفاع عن لقب تيري هاربر العالمي ضد ناتاشا جوناس . بعد بداية قوية من سميث في الجولة الأولى سجل مع نهايتها ضربة قاضية بعد أن أجبرت ثلاثة خطافات على اليسار ثورلي على النزول على ركبة واحدة. بعد محاصرة ثورلي في زاوية في الجولة الثانية ، هبط سميث بسلسلة من الضربات اليمنى لإرسال ثورلي إلى اللوحة القماشية مجددا. سميث وجه ضربة ثالثة لوجه منافسه مما اجبر الحكم على ايقاف المباراة ومنح سميث فوزًا في الجولة الثانية من TKO للاحتفاظ بلقب الكومنولث.
في الحادي والثلاثين من شهر تموز عام 2021 ، واجه بيلام سميث تومي مكارثي كجزء من معسكر ماتش روم في مباراة حيث كانت ألقاب وزن الطراد البريطانية والأوروبية والكومنولث على المحك. هزم سميث خصمه بعد منافسة شديدة ، مع عشرات 116-112 و115-114 لصالحه ، و 115-114 لصالح مكارثي. قدم بيلام سميث أول دفاع عن لقبه الأوروبي ضد ديلان بريجون في الثالث عشر من شهر نوفمبر عام 2021 ، في شيفيلد أرينا في شيفيلد ، إنجلترا . فاز في المنازلة بقرار إجماعي ، بعشرات 120-109 و 119-109 و 119-109.
المباراة الثانية بين سميث وخصمة تومي مكارثي مقرر لعبها في السادس عشر من أبريل 2022 ، على البطاقة السفلية لمباراة كونور بين وكريس فان هيردين في وزن الوسط. فاز في المعركة بضربة قاضية فنية من ثماني جولات ، مما أدى إلى أرضية مكارثي بتمريرة عرضية إلى اليمين.

## السجل الاحترافي
| No. | Result | Record | Opponent            | Type | Round, time  | Date          | Location                                                 | Notes                                                                                           |
| --- | ------ | ------ | ------------------- | ---- | ------------ | ------------- | -------------------------------------------------------- | ----------------------------------------------------------------------------------------------- |
| 16  | Win    | 15–1   | Tommy McCarthy      | TKO  | 8 (12), 1:28 | 16 April 2022 | AO Arena, Manchester, England                            | Retained European and Commonwealth cruiserweight titles                                         |
| 15  | Win    | 14–1   | Dylan Bregeon       | UD   | 12           | 13 Nov 2021   | Sheffield Arena, Sheffield, England                      | Retained European cruiserweight title                                                           |
| 14  | Win    | 13–1   | Tommy McCarthy      | SD   | 12           | 31 Jul 2021   | Matchroom Headquarters, Brentwood, England               | Retained Commonwealth cruiserweight title; Won European and vacant British cruiserweight titles |
| 13  | Win    | 12–1   | Vasil Ducar         | UD   | 10           | 20 Mar 2021   | ويمبلي أرينا, London, England                            | Won vacant WBA Continental cruiserweight title                                                  |
| 12  | Win    | 11–1   | Nathan Thorley      | TKO  | 2 (12), 2:05 | 7 Aug 2020    | Matchroom Headquarters, Brentwood [الإنجليزية] , England | Retained Commonwealth cruiserweight title                                                       |
| 11  | Win    | 10–1   | Craig Glover        | TKO  | 5 (12), 1:45 | 23 Nov 2019   | M&S Bank Arena، ليفربول, England                         | Won vacant Commonwealth cruiserweight title                                                     |
| 10  | Loss   | 9–1    | Richard Riakporhe   | SD   | 10           | 20 Jul 2019   | ذا أوه2 أرينا, London, England                           | For WBA Inter-Continental الوزن المتوسط title                                                   |
| 9   | Win    | 9–0    | Yassine Habachi     | RTD  | 3 (6), 3:00  | 10 May 2019   | Motorpoint Arena، نوتنغهام, England                      |                                                                                                 |
| 8   | Win    | 8–0    | Kent Kauppinen      | TKO  | 6 (6), 0:45  | 15 Dec 2018   | O2 Academy, Bournemouth, England                         |                                                                                                 |
| 7   | Win    | 7–0    | Robin Dupre         | RTD  | 5 (10), 3:00 | 13 Oct 2018   | York Hall, London, England                               |                                                                                                 |
| 6   | Win    | 6–0    | Michal Pleanik      | PTS  | 8            | 16 Jun 2018   | O2 Academy, Bournemouth, England                         |                                                                                                 |
| 5   | Win    | 5–0    | Gheorghe Danut      | RTD  | 5 (6), 3:00  | 9 Mar 2018    | O2 Academy, Bournemouth, England                         |                                                                                                 |
| 4   | Win    | 4–0    | Laszlo Ivanyi       | KO   | 1 (4), 2:17  | 2 Dec 2017    | Leicester Arena، ليستر, England                          |                                                                                                 |
| 3   | Win    | 3–0    | Jan Hrazdira        | KO   | 2 (4), 0:06  | 11 Nov 2017   | Royal Highland Centre، إدنبرة, Scotland                  |                                                                                                 |
| 2   | Win    | 2–0    | Alexandar Todorovic | TKO  | 1 (4), 2:43  | 14 Oct 2017   | ويمبلي أرينا، لندن, England                              |                                                                                                 |
| 1   | Win    | 1–0    | Russ Henshaw        | TKO  | 1 (4), 2:01  | 16 Sep 2017   | O2 Academy، بورنموث, England                             |                                                                                                 |